# 羅常培
羅常培（ら じょうばい、1899年8月9日 – 1958年12月13日）は、中国の言語学者。字の莘田でも知られる。号は「恬庵」。中国語の音韻史研究で知られる。

## 経歴
1899年、北京で満洲族の旗人の家庭に生まれた。同じく旗人出身の老舎とは小学生時代の同級生であった。1916年に北京大学に入学する。国学門で学んで卒業した後、さらに2年間哲学系で学んだ。
1921年に北京大学を卒業し、天津の中学校で教える。1926～1928年、西安の西北大学で教え、その後厦門大学、中山大学で教えた。1929年に傅斯年によって中央研究院歴史語言研究所が設立されると、趙元任・李方桂とともに研究員になった。趙・李と共同で、カールグレンの『Études sur la phonologie chinoise』を中国語に翻訳した。
1934年に母校である北京大学中文系の教授に就任。しかし日中戦争により、1937年に北京大学・清華大学・南開大学が国立長沙臨時大学として疎開するのに従って移動し、1938年にさらに西南連合大学として雲南省昆明に移転するとそれに従って再び移動し、中文系の主任をつとめた。1944年に渡米して講義し、1948年に帰国。再び北京大学教授に任じられた。
1949年に中華人民共和国が成立すると、中国科学院語言研究所の初代所長となり、雑誌『中国語文』の編集長をつとめた。1958年に北京市で死去。

## 研究内容・業績
- 中央研究院歴史語言研究所で同僚であった趙元任・李方桂にくらべると羅常培の研究内容はより伝統的なものであったが、歴史語言研究所時代に中国語の音韻に関する論文を多く書いている。『唐五代西北方音』(1933)は、漢字音をチベット文字で記した蔵漢対音資料をもとに当時の中国語の音価を推定したもので、現在もしばしば利用される。
- 敦煌などの切韻系韻書を集めたものに『十韻匯編』（1935、劉復・魏建功と共著）がある。
- 中古音に関する論文としては、「知徹澄娘音値考」(1931)・「釈重軽」(1932)・「釈内外転」(1933)などがある。とくに「知徹澄娘音値考」はサンスクリット対音を利用してカールグレンが口蓋化した歯茎音と考えた舌上音をそり舌音に修正する論で、カールグレン自身の『Compendium』を含め、しばしば他の著作で引用される。
- 『漢魏晋南北朝韻部演変研究』（1959、周祖謨と共著）は、押韻資料によって上古音から中古音への変遷をたどる書物で、本来は全4分冊の大著になる予定だったが、第1分冊（漢代の部）しか出版されなかった。
- 中国語方言の音韻を研究した著作には『厦門音系』(1930)、『臨川音系』(1940)がある。
- 没後に出版された文集に『羅常培語言学論文選集』(1963)、『羅常培文集』（1999、全10巻）がある。